# Владислав Шимонович

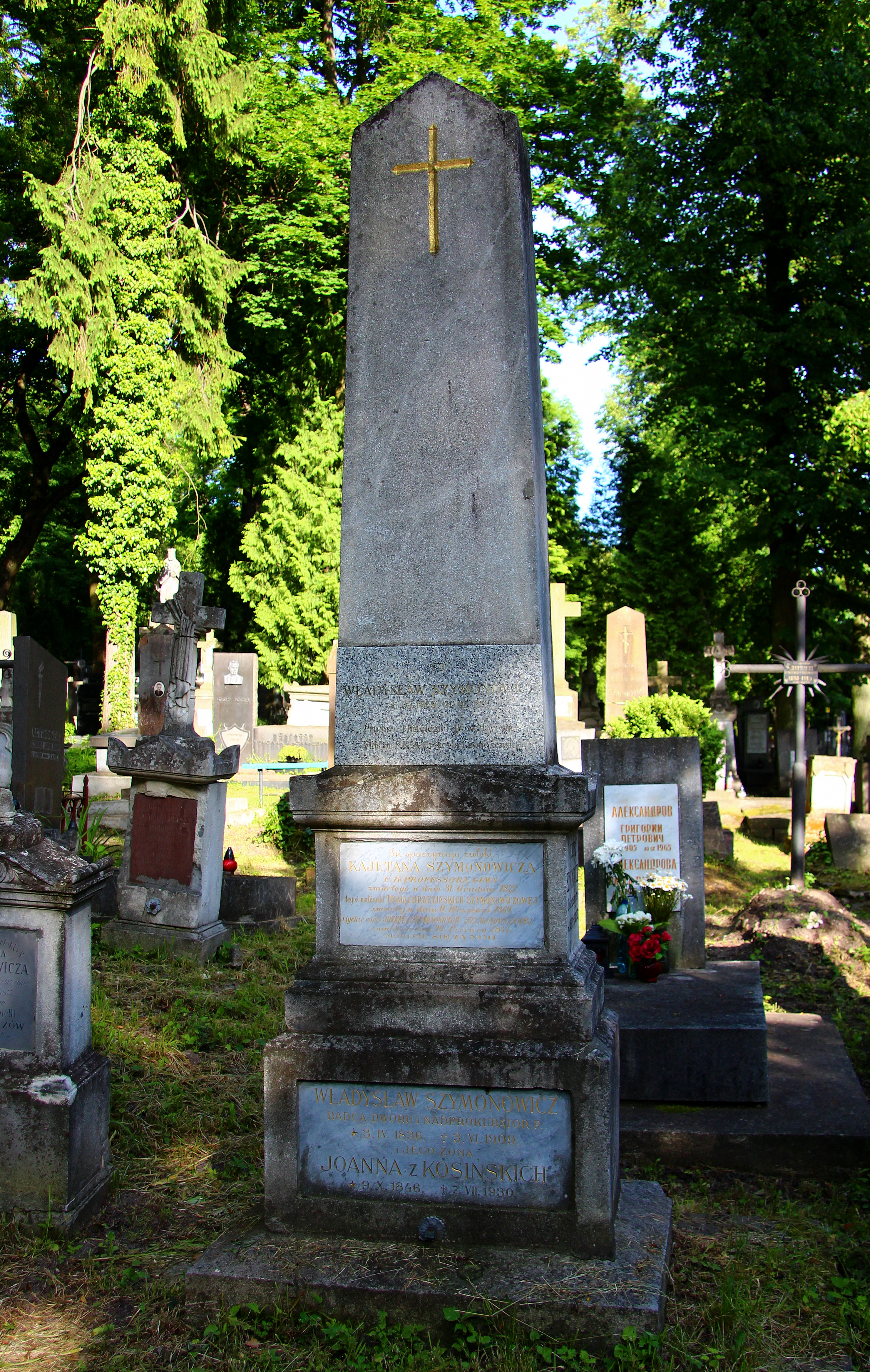

Владислав Шимонович (21 березня 1869, м. Тернопіль — 10 березня 1939, Львів) — польський і український гістолог та ембріолог.

## Життєпис
Закінчив гімназію у Львові, потім у 1887—1893 роках навчався на медичному факультеті Ягеллонського університету, покращував свої знання в Берлінському університеті.
У 1895 році, як помічник фізіологічного відділення, разом з вчителем Наполеоном Цибульським він відкрив гормональний ефект надниркової залози та ізольованого адреналіну. У 1895 році отримав докторський ступінь з філософії і став приватним доцентом. У 1896 році представив докторську дисертацію, з 1897 р. був доцентом гістології та ембріології у Львівському університеті, а з 1 січня 1898 року — професором, керівником першого незалежного відділу гістології та ембріології.
У 1906—1907 роках був деканом медичного факультету Львівського університету. Львівський період (1897—1939 рр.) був найпродуктивнішим у житті Володимира Шимоновіча. Тоді він написав Посібник з гістології та мікроскопічної анатомії, виданий 12 раз на 5 мовах (вперше в 1901 році на німецькій мові): німецька, англійська, італійська, іспанська та польська (1921). У наступні роки він провів дослідження та опублікував ряд оригінальних робіт про нервові закінчення в шкірі людини та тварин. Він був активним членом ПАЗ (з 1933) та Наукового товариства у Львові (з 1928).  
Останні два роки життя провів у своєму будинку на вул. Пілсудського 18 у Львові. Похований на 12 полі Личаківського цвинтаря.